# فولكر دانر
فولكر دانر (بالألمانية: Volker Danner)‏ هو لاعب كرة قدم ألماني، ولد في 21 أغسطس 1942، وتوفي في 14 مارس 2005 في فيزل في ألمانيا. لعب مع بوروسيا مونشنغلادباخ ونادي دويسبورغ ونادي ساربروكن ونادي هامبورغ.

## وصلات خارجية
- فولكر دانر على موقع قاعدة بيانات كرة القدم.إي يو (الإنجليزية)
- فولكر دانر على موقع بيانات كرة القدم. دي إي (الألمانية)
- فولكر دانر على موقع عالم كرة القدم.نت (الإنجليزية)